# 罗曼·奥帕乌卡
罗曼·奥帕乌卡（波蘭語：Roman Opałka，1931年8月31日—2011年8月9日），生於法國阿布维尔圣吕西安（Abbeville-Saint-Lucien），波蘭藝術家。

## 生平
罗曼·奥帕乌卡生於法國阿布维尔圣吕西安，雙親都是波蘭人。1946年，隨著他的父母，全家回到波蘭。他進入華沙藝術學院（Academy of Fine Arts in Warsaw）就讀。
1977年，他移居法國。
2011年，在基耶蒂過世。

## 作品
自1965年開始，罗曼·奥帕乌卡每天都會在一張面積196135平方公分的畫布上寫上一個數字，他同時也定時以攝影記錄下自己的容貌。這成為他一生最著名的兩個作品。